# Bohuslávky
Bohuslávky (en allemand : Bohuslawek) est une commune du district de Přerov, dans la région d'Olomouc, en Tchéquie. Sa population s'élevait à 313 habitants en 2020.

## Géographie
Bohuslávky se trouve à 4 km au nord-ouest de Lipník nad Bečvou, à 14 km au nord-est de Přerov, à 24 km à l'est d'Olomouc, à 59 km au sud-ouest d'Ostrava et à 233 km à l'est-sud-est de Prague.
La commune est limitée par la zone militaire de Libavá au nord, par Lipník nad Bečvou à l'est et au sud, et par Dolní Újezd à l'ouest.

## Histoire
La première mention écrite du village date de 1322.